# Dorylomorpha abdochaetus
Dorylomorpha abdochaetus är en tvåvingeart som beskrevs av Kapoor, Grewal och Sharma 1987. Dorylomorpha abdochaetus ingår i släktet Dorylomorpha och familjen ögonflugor. Inga underarter finns listade i Catalogue of Life.